# Omer Yengo
Omer Yengo (1954. november 19. –) kongói nemzetközi labdarúgó-játékvezető.	

## Pályafutása

### Nemzeti játékvezetés
Az I. Liga játékvezetőjeként 1998-ban vonult vissza.

### Nemzetközi játékvezetés
A Francia labdarúgó-szövetség Játékvezető Bizottsága (JB) terjesztette fel nemzetközi játékvezetőnek, a Nemzetközi Labdarúgó-szövetség (FIFA) 1991-től tartotta nyilván bírói keretében. A FIFA JB központi nyelvei közül a franciát beszéli. 
Több nemzetek közötti válogatott és klubmérkőzést vezetett, vagy működő társának 4. bíróként segített. A  nemzetközi játékvezetéstől 1998-ban búcsúzott.

#### Labdarúgó-világbajnokság

##### U20-as labdarúgó-világbajnokság
Ausztrália rendezte a 9., az 1993-as ifjúsági labdarúgó-világbajnokságot, ahol a FIFA JB bíróként alkalmazta.

###### 1993-as ifjúsági labdarúgó-világbajnokság
| Időpont          | Helyszín                        | Mérkőzés típusa              | Mérkőzés              | Eredmény | Nézők száma |
| ---------------- | ------------------------------- | ---------------------------- | --------------------- | -------- | ----------- |
| 1993. március 9. | Football Park Stadion, Adelaide | csoportmérkőzés (D. csoport) | Norvégia–Szaúd-Arábia | 0 – 0    | 10 000      |

---
A világbajnoki döntőkhöz vezető úton Amerikai Egyesült Államokba a XV., az 1994-es labdarúgó-világbajnokságra, illetve Franciaországba a XVI., az 1998-as labdarúgó-világbajnokságra a FIFA JB játékvezetőként alkalmazta. Selejtező mérkőzéseket a CAF zónákban vezetett.

##### 1994-es labdarúgó-világbajnokság

###### Selejtező mérkőzés
| Időpont              | Helyszín                        | Mérkőzés típusa                     | Mérkőzés                 | Eredmény | Nézők száma |
| -------------------- | ------------------------------- | ----------------------------------- | ------------------------ | -------- | ----------- |
| 1992. október 18.    | Ahmadou Ahidjo Stadion, Yaoundé | előselejtező (első kör; B. csoport) | Kamerun–Szváziföld       | 5 – 0    | 10 336      |
| 1993. április 16.    | Városi Stadion, Tlemcen         | előselejtező (döntő; A. csoport)    | Algéria–Elefántcsontpart | 1 – 1    |             |
| 1993. szeptember 26. | Nemzeti Stadion, Harare         | előselejtező (döntő; C. csoport)    | Zimbabwe–Guinea          | 1 – 0    | 54 955      |

##### 1998-as labdarúgó-világbajnokság

###### Selejtező mérkőzés
| Időpont           | Helyszín                        | Mérkőzés típusa                      | Mérkőzés             | Eredmény | Nézők száma |
| ----------------- | ------------------------------- | ------------------------------------ | -------------------- | -------- | ----------- |
| 1996. június 16.  | Omar Bongo Stadion, Libreville  | előselejtező (első kör; 2. mérkőzés) | Gabon–Szváziföld     | 2 – 0    | 11 625      |
| 1996. november 9. | Nemzeti Stadion, Lagos          | előselejtező (döntő; 1. csoport)     | Nigéria–Burkina Fasó | 2 – 0    | 55 000      |
| 1997. január 12.  | Nemzeti Stadion, Harare         | előselejtező (döntő; 4. csoport)     | Zimbabwe–Togo        | 3 – 0    | 55 000      |
| 1997. június 8.   | Szeptember 28. Stadion, Conakry | előselejtező (döntő; 1. csoport)     | Guinea–Burkina Fasó  | 3 – 1    | 7000        |

#### Női labdarúgó-világbajnokság
Kína rendezte az első, az 1991-es női labdarúgó-világbajnokságot, ahol a FIFA JB játékvezetőként foglalkoztatta. A tornán férfi és női játékvezetők teljesítettek szolgálatot. Egy alkalommal kapott partbírói küldést, a 2. pozícióba. Világbajnokságon vezetett mérkőzéseinek száma: 2.

##### 1991-es női labdarúgó-világbajnokság

###### Világbajnoki mérkőzés
| Időpont            | Helyszín                  | Mérkőzés típusa              | Mérkőzés                | Eredmény | Nézők száma |
| ------------------ | ------------------------- | ---------------------------- | ----------------------- | -------- | ----------- |
| 1991. november 17. | Tianhe Stadion, Kanton    | csoportmérkőzés (A. csoport) | Dánia–Új-Zéland         | 3 – 0    | 14 000      |
| 1991. november 24. | New Plaza Stadion, Foshan | egyik negyeddöntő            | Egyesült Államok–Tajvan | 7 – 0    | 12 000      |

#### Afrikai nemzetek kupája
Szenegál a 18., az 1992-es afrikai nemzetek kupája, Tunézia a 19., az 1994-es afrikai nemzetek kupája, Dél-afrikai Köztársaság a 20., az 1996-os afrikai nemzetek kupája. illetve Burkina Faso a 21., az 1998-as afrikai nemzetek kupája labdarúgó tornát rendezte, ahol a CAF JB hivatalnoki feladatokra vette igénybe felkészültségét.

##### 1992-es afrikai nemzetek kupája

###### Afrikai Nemzetek Kupája mérkőzés
| Időpont          | Helyszín                       | Mérkőzés típusa              | Mérkőzés       | Eredmény | Nézők száma |
| ---------------- | ------------------------------ | ---------------------------- | -------------- | -------- | ----------- |
| 1992. január 16. | Leopold Senghor Stadion, Dakar | csoportmérkőzés (A. csoport) | Szenegál–Kenya | 3 – 0    | 50 000      |

##### 1994-es afrikai nemzetek kupája

###### Afrikai Nemzetek Kupája mérkőzés
| Időpont           | Helyszín                 | Mérkőzés típusa              | Mérkőzés            | Eredmény | Nézők száma |
| ----------------- | ------------------------ | ---------------------------- | ------------------- | -------- | ----------- |
| 1994. március 29. | Olimpiai Stadion, Szúsza | csoportmérkőzés (C. csoport) | Zambia–Sierra Leone | 0 – 0    | 6000        |

##### 1996-os afrikai nemzetek kupája

###### Selejtező mérkőzés
| Időpont           | Helyszín                     | Mérkőzés típusa           | Mérkőzés       | Eredmény | Nézők száma |
| ----------------- | ---------------------------- | ------------------------- | -------------- | -------- | ----------- |
| 1994. október 30. | Március 26. Stadion, Bamako  | előselejtező (6. csoport) | Mali–Guinea    | 2 – 0    | 30 000      |
| 1995. január 22.  | Városi Stadion, Addisz-Abeba | előselejtező (4. csoport) | Etiópia–Szudán | 2 – 0    | 8000        |

##### 1996-os afrikai nemzetek kupája

###### Afrikai Nemzetek Kupája mérkőzés
| Időpont          | Helyszín                   | Mérkőzés típusa              | Mérkőzés                              | Eredmény | Nézők száma |
| ---------------- | -------------------------- | ---------------------------- | ------------------------------------- | -------- | ----------- |
| 1996. január 19. | Kings Park Stadion, Durban | csoportmérkőzés (C. csoport) | Gabon–Kongói Demokratikus Köztársaság | 2 – 0    | 4000        |
| 1996. február 3. | FNB Stadion, Johannesburg  | bronzmérkőzés                | Gabon–Zambia                          | 0 – 1    | 80 000      |

##### 1998-as afrikai nemzetek kupája

###### Afrikai Nemzetek Kupája mérkőzés
| Időpont           | Helyszín                          | Mérkőzés típusa              | Mérkőzés            | Eredmény | Nézők száma |
| ----------------- | --------------------------------- | ---------------------------- | ------------------- | -------- | ----------- |
| 1998. február 12. | Augusztus 4. Stadion, Ouagadougou | csoportmérkőzés (B. csoport) | Togo–Ghána          | 2 – 1    | 3000        |
| 1998. február 15. | Augusztus 4. Stadion, Ouagadougou | csoportmérkőzés (A. csoport) | Burkina Fasó–Guinea | 1 – 0    | 40 000      |